# سعد الطامي
هو سعد بن فلاح بن طامي الطامي مواليد الكويت سنة 1937م
سياسي كويتي ونائب سابق ورئيس لجنة الداخلية والدفاع في مجلس الأمة الكويتي.

## حياته
عاش طفولة فاقدة لحنان الام التي غادرته وعمره تسع سنوات، فغمره الأشب بحنانه وربته العمة كابن لها، تأصل بسلوكيات حياة البادية في البساطة والقناعة والطيبة والتواضع، قناص من الدرجة الأولى، ويعتبر القنص وراثة في دمه أكثر منه هواية.
عمل فاحصا فنيا للمتقدمين إلى المرور للحصول على إجازة قيادة، واستقال ليترشح في انتخابات 1971م، وإذا به نائب في مجالس 1971م،1975،1985،1999 عرف بوطنيته واستقلاليته وبميله للكتلة الوطنية، فهو من مجموعة دواوين الاثنين التي طالبت بإعمال الدستور عقب حل المجلس، له خبرته الطويلة في العمل السياسي والوطني، وما زال مقصدا للكثيرين من نواب اليوم الذين يأخذون بمشورته السياسية.